# Narycia saccharata
Narycia saccharata är en fjärilsart som beskrevs av Edward Meyrick 1914. Narycia saccharata ingår i släktet Narycia och familjen säckspinnare. Inga underarter finns listade i Catalogue of Life.